# Georgetown (Colorado)
Georgetown ist eine Town in Clear Creek County im US-Bundesstaat Colorado. Sie liegt rund 70 km westlich von Denver in der Front Range am Clear Creek. Das U.S. Census Bureau hat bei der Volkszählung 2020 eine Einwohnerzahl von 1.118 ermittelt.

## Geschichte
Georgetown wurde im Jahr 1859 während des Colorado-Goldrauschs von George und David Griffith, zweier Prospektoren aus Kentucky, gegründet und im Gedenken an den älteren der beiden Brüder nach diesem benannt. Die Siedlung wuchs jedoch erst ab dem 14. September 1864, als James Huff 15 km oberhalb des Tals – im Bereich des Argentine Pass – auf Silber stieß. In den folgenden Jahren wurden in unzähligen Minen um Georgetown Gold- und Silbererz abgebaut und die Siedlung wurde schnell zu einem Zentrum von Prospektoren und Erzschürfern. Im Talboden gelegen, war Georgetown selbst kein Minen-Camp, gleichwohl aber Geschäfts- und Unterhaltungszentrum für die Bergbauarbeiter.
1868 wurde die Siedlung zur neuen Gemeinde Georgetown vereinigt und diese entriss noch im gleichen Jahr dem benachbarten (und heute größeren) Idaho Springs den Verwaltungssitz von Clear Creek County. Der Bau der Schmalspurbahn Colorado Central Railroad von Denver über Golden und Georgetown nach Silver Plume in den 1870er Jahren sicherte der Gemeinde seinerzeit eine Schlüsselposition in der Region. Der Großteil der Strecke wurde später wieder abgebaut, der verbliebene Abschnitt von Georgetown nach Silver Plume dient heute als Georgetown Loop Eisenbahn touristischen Zwecken.
In den 1880er Jahren war Georgetown mit dem größten Wachstum und Wohlstand bereits auf dem Höhepunkt seiner jungen Geschichte angelangt und wetteiferte mit Leadville um den Status der „Bergbau-Hauptstadt“ Colorados. Bevor der Silberboom 1893 schließlich zusammenbrach, brachte es die Gemeinde auf rund 10.000 Einwohner und eine lokale Bewegung erwog kurzzeitig sogar den Versuch, Colorados Hauptstadt Denver zu „entmachten“.
Nach dem Ende des Silberbooms ging die Bevölkerungszahl wieder stetig zurück. In den 1950er Jahren begannen erste Bemühungen, die unzähligen Wintersportler, die die Gemeinde auf ihrem Weg zu den Skigebieten am Loveland- und Guanella-Pass passieren, mit Après-Ski in den Ort zu locken. Auf den Tourismus eingestellte Geschäfte verdrängten fortan die einst heruntergekommenen Fassaden aus dem 19. Jahrhundert und sicherten ihr einen noch bis heute bedeutsamen Wirtschaftsfaktor.
Der historische Ortskern von Georgetown diente 1978 als Kulisse für eine Szene im Film Der Mann aus San Fernando mit Clint Eastwood. Es ist der Geburtsort des Schauspielers Arthur Hoyt.